# Kerplunk!
Ne doit pas être confondu avec le jeu KerPlunk.
Albums de Green Day
1,039/Smoothed Out Slappy Hours
(1991) Dookie
(1994)
Kerplunk! est le deuxième album du groupe de punk rock américain Green Day. Il a été lancé en 1992 par Lookout! et a aidé Green Day à signer avec le label Reprise en 1993, avec lequel ils eurent beaucoup de succès, notamment avec l'album Dookie.

## Liste des chansons
1. 2000 Light Years Away - 2:24
2. One for the Razorbacks - 2:30
3. Welcome to Paradise - 3:30
4. Christie Road - 3:33
5. Private Ale - 2:26
6. Dominated Love Slave - 1:42
7. One of My Lies - 2:19
8. 80 - 3:39
9. Android - 3:00
10. No One Knows - 3:39
11. Who Wrote Holden Caulfield? - 2:44
12. Words I Might Have Ate - 2:44
13. Sweet Children - 1:41
14. Best Thing in Town - 2:03
15. Strangeland - 2:08
16. My Generation (reprise de The Who) - 2:19

Les quatre dernières chansons de l'album proviennent de l'EP Sweet Children, sorti sur Skene! en 1990.